# Jonas Martin-Löf
Jonas Martin-Löf, född 6 juni 1967 i Solna, är en svensk finansman bosatt i Schweiz.

## Biografi
Jonas Martin-Löf är son till industrimannen Sverker Martin-Löf. I sin yrkeskarriär har Jonas Martin-Löf haft  framträdande chefsroller i Lehman Brothers 2019–2002, Electrolux 2003–2006 och Nordea 2006–2008.
Han är sedan 2019 ordförande och VD i Andion Global Inc., ett europeiskt energibolag inom biogas, som han även har varit med och grundat samt finansierat. Han är även medgrundare av investeringsbolaget White Cloud Capital i London samt Semper Capital Advisors baserat i Lugano.